# Krušljevec (żupania varażdińska)
Krušljevec – wieś w Chorwacji, w żupanii varażdińskiej, w gminie Sveti Ilija. W 2011 roku liczyła 230 mieszkańców.